# Dræberne fra Nibe
Dræberne fra Nibe er en dansk komedie af Ole Bornedal

## Medvirkende
- Nicolas Bro som Ib
- Ulrich Thomsen som Edward
- Mia Lyhne som Gritt
- Lene Maria Christensen som Ingrid
- Marcin Dorocínski som Igor
- Søren Malling som Heinz
- Gwen Taylor som Miss Nipplesworthy
- Joel Spira som Malte
- Jens Andersen som Bent
- Alexander Behrang Keshtkar som Taxachauffør
- Birthe Neumann som Terapeuten
- Elsebeth Steentoft som Fru Hansen
- Kim Kold som Tolder
- Jørgen W. Larsen som Tolder 2
- Johanne Louise Schmidt som Pernille
- Mikkel Arndt som Henrik
- Ole Thestrup som Advokaten
- Jens Zacho Boye som Mand i restaurant
- Emil Tholstrup som Dreng